# Joy of a Toy
Joy of a Toy è l'album di debutto del cantante inglese Kevin Ayers. Fu registrato tra il 17 giugno e l'11 settembre del 1969, per poi essere pubblicato il novembre dello stesso anno.

## Il disco
Reduce dalla fuoriuscita dal gruppo di rock sperimentale/psichedelico Soft Machine, Ayers chiamò a suonare nel disco proprio gli ex compagni Robert Wyatt (batteria) e Mike Ratledge (organo), nonché Hugh Hopper, che ne aveva preso il posto di bassista nella band, dopo esserne stato il road manager e aver composto alcuni dei brani. Ayers era cresciuto musicalmente insieme a Wyatt, Ratledge e Hopper nei Wilde Flowers, il gruppo da cui ha preso vita la cosiddetta scena di Canterbury. La musica conserva comunque le caratteristiche dadaiste e psichedeliche tipiche di Ayers e si discosta dalla strada dello sperimentalismo che stavano intraprendendo i Soft Machine.
Nel maggio del 1969, Wyatt, Ratledge e Hopper avevano collaborato in tre brani di The Madcap Laughs, l'album di debutto di Syd Barrett che era da poco uscito dai Pink Floyd. Poco dopo Barrett suonò per Ayers nel brano Religious Experience, che sarebbe in seguito stato intitolato Singing a Song in the Morning e che fu pubblicato come bonus track nell'edizione 2003 di Joy of a Toy. In tale brano non era comunque presente nessuno dei Soft Machine, sostituiti da Richard Sinclair (basso), Richard Coughlan (batteria) e Dave Sinclair (organo) dei Caravan.

## Accoglienza
Il critico musicale Richie Unterberger di AllMusic ha sostenuto che Ayers ha affrontato il proprio debutto discografico con quella sorta di lassismo indolente che ne avrebbe caratterizzato la carriera successiva. In tal modo l'autore ha dato l'impressione di volersi concedere una pausa spensierata dopo l'estremo sperimentalismo che aveva caratterizzato la musica dei Soft Machine.
Secondo Piero Scaruffi, l'autore ha miscelato nel disco malinconia esistenziale, un entusiasmo di tipo infantile, l'umorismo tipico della psichedelia britannica, sensualità e nostalgia per l'Oriente in cui era cresciuto. I frequenti ritornelli elementari sono caratterizzati da speciali effetti sonori e da un forte distacco emotivo. Il critico italiano sostiene che sulle atmosfere in cui è immerso il disco, a volte da fiaba ed altre da music-hall, abbiano influito i trascorsi parigini e le esperienze psichedeliche di Ayers.

## Tracce
Tutti i brani sono di Kevin Ayers.

### Lato A
1. Joy of a Toy Continued – 2:54
2. Town Feeling – 4:54
3. The Clarietta Rag – 3:20
4. Girl on a Swing – 2:49
5. Song for Insane Times – 4:00

### Lato B
1. Stop This Train (Again Doing It) – 6:05
2. Eleanor's Cake (Which Ate Her) – 2:53
3. The Lady Rachel – 5:17
4. Oleh Oleh Bandu Bandong – 5:35
5. All This Crazy Gift of Time – 3:57

### Bonus track (riedizione del 2003)
1. Religious Experience [incisione n. 9] – 4:46 (Singing a Song in the Morning)
2. The Lady Rachel – 6:42 (versione estesa)
3. Soon Soon Soon – 3:23
4. Religious Experience [incisione n. 103] – 2:50 (Singing a Song in the Morning)
5. The Lady Rachel – 4:51 (singolo)
6. Singing a Song in the Morning – 2:52 (singolo)

## Formazione
- Kevin Ayers - chitarre, basso, canto
- Robert Wyatt - batteria
- David Bedford - pianoforte, mellotron, arrangiamenti
- Mike Ratledge - organo
- Hugh Hopper - basso in Joy of a Toy Continued e Song for Insane Times
- Paul Buckmaster - violoncello
- Rob Tait - batteria in Stop This Train (Again Doing It) e Oleh Oleh Bandu Bandong
- Paul Minns - oboe

### InReligious Experience/Singing a Song in the Morning
- Syd Barrett - chitarra
- Richard Sinclair - basso
- Richard Coughlan - batteria
- Dave Sinclair - organo
- The Ladybirds - controcanto